# セルギウス3世 (ローマ教皇)
セルギウス3世（Sergius III, 860年頃 - 911年4月14日）は、第119代ローマ教皇（在位：904年1月29日 - 911年4月14日）。

## 生涯
ローマの貴族の出身。反フォルモスス派であったセルギウス3世は897年12月にヨハネス9世と教皇位をめぐって争い、一時的に勝利したが、皇帝ランベルト・ダ・スポレートによりローマから追放され、結局皇帝の支持を得ていたヨハネス9世が教皇位に就いた。
903年に先代のレオ5世が対立教皇のクリストフォルスに廃されると、904年1月にクリストフォルスを追放して新教皇に就任した。就任後はヨハネス9世への報復として彼の教皇位の剥奪を宣言したり、フォルモススを支持した歴代教皇に対しても名誉剥奪を行なったりした。また、教皇就任当時生存していた対立教皇クリストフォルスは修道士の身分に落とされ、クリストフォルスにより投獄されていた前教皇レオ5世は獄中で殺害された。
クレモナ司教リウトプランドによると、教皇就任直後より当時権勢を誇っていたローマ貴族テオフィラットの娘であるマロツィアと関係を持っていたとされ、『Liber pontificalis（en）』には、のちの教皇ヨハネス11世はセルギウス3世とマロツィアの間の子であると書かれている。この真偽は定かではないが、セルギウスはマロツィアの父テオフィラットの支持を得て7年間教皇位を維持し、911年病床で死去した。
セルギウスはサン・ジョバンニ・イン・ラテラノ大聖堂を再建した。